# 振幅
振幅（amplitude）是在波动或振动中距离振荡中心的最大位移；其数值称为振幅值、幅值。符号 A，单位米。
振幅屬於标量，振幅值永为非負值（≥0）。
在下图中，位移“y”表示波的振幅。
系統振動中最大動態位移，稱為振幅。

## 辨析
概念辨析（振幅 ≠ 幅度，幅值 ≠ 峰值）：
1. “幅值”则是振幅的数值，永为非負值；而“峰值”则是以振荡中心点为基准的极值，有正有负。